# برکشر هاتاوی انرژی
برکشر هاتاوی انرژی (انگلیسی: Berkshire Hathaway Energy) شرکت برق آمریکایی است، که در سال ۱۹۹۹ توسط شرکت برکشایر هاتاوی تأسیس شد.